# Campeonato Japonês de Patinação Artística no Gelo de 2016–17
O Campeonato Japonês de Patinação Artística no Gelo de 2016–17 foi a octogésima quinta edição do Campeonato Japonês de Patinação Artística no Gelo, um evento anual de patinação artística no gelo onde os patinadores artísticos competem pelo título de campeão japonês.  A competição sênior foi disputada entre os dias 22 de dezembro e 25 de dezembro de 2016, na cidade de Kadoma, Osaka, e a competição júnior foi disputada entre os dias 18 de novembro e 20 de novembro de 2016, na cidade de Sapporo, Hokkaido.

## Eventos
- Individual masculino
- Individual feminino
- Duplas
- Dança no gelo

## Medalhistas
| Evento                        | Ouro                               | Prata                          | Bronze                        |
| Sênior                        |                                    |                                |                               |
| Individual masculino detalhes | Shoma Uno                          | Keiji Tanaka                   | Takahito Mura                 |
| Individual feminino detalhes  | Satoko Miyahara                    | Wakaba Higuchi                 | Mai Mihara                    |
| Duplas detalhes               | Sumire Suto Francis Boudreau-Audet | Miu Suzaki Ryuichi Kihara      | Marin Ono Wesley Killing      |
| Dança no gelo detalhes        | Kana Muramoto Chris Reed           | Emi Hirai Marien dela Asuncion | Misato Komatsubara Tim Koleto |
| Júnior                        |                                    |                                |                               |
| Individual masculino detalhes | Kazuki Tomono                      | Koshiro Shimada                | Mitsuki Sumoto                |
| Individual feminino detalhes  | Kaori Sakamoto                     | Yuna Shiraiwa                  | Marin Honda                   |
| Duplas detalhes               | Riku Miura Shoya Ichihashi         | nenhum outro competidor        | nenhum outro competidor       |
| Dança no gelo detalhes        | Rikako Fukase Aru Tateno           | Yuka Orihara Kanata Mori       | Haruno Yajima Daiki Shimazaki |

## Resultados

### Sênior

#### Individual masculino
| Pos.                                                  | Nome               | Pontos | PC         | PL          |
| ----------------------------------------------------- | ------------------ | ------ | ---------- | ----------- |
| Medalha de ouro                                       | Shoma Uno          | 280.41 | 88.05 (2)  | 192.36 (1)  |
| Medalha de prata                                      | Keiji Tanaka       | 249.38 | 85.68 (3)  | 163.70 (2)  |
| Medalha de bronze                                     | Takahito Mura      | 242.11 | 90.34 (1)  | 151.77 (3)  |
| 4                                                     | Ryuju Hino         | 230.31 | 78.65 (4)  | 151.66 (4)  |
| 5                                                     | Kazuki Tomono      | 216.55 | 67.63 (6)  | 148.92 (5)  |
| 6                                                     | Shu Nakamura       | 202.16 | 66.96 (7)  | 135.20 (7)  |
| 7                                                     | Koshiro Shimada    | 200.18 | 62.66 (10) | 137.52 (6)  |
| 8                                                     | Hiroaki Sato       | 192.70 | 72.01 (5)  | 120.69 (10) |
| 9                                                     | Sena Miyake        | 188.46 | 61.96 (11) | 126.50 (9)  |
| 10                                                    | Tatsuya Tsuboi     | 187.03 | 59.49 (15) | 127.54 (8)  |
| 11                                                    | Sei Kawahara       | 180.69 | 60.47 (13) | 120.22 (12) |
| 12                                                    | Taichi Honda       | 179.84 | 63.87 (9)  | 115.97 (16) |
| 13                                                    | Mitsuki Sumoto     | 178.60 | 60.97 (12) | 117.63 (14) |
| 14                                                    | Jun Suzuki         | 177.54 | 66.17 (8)  | 111.37 (18) |
| 15                                                    | Naoki Oda          | 177.02 | 58.76 (16) | 118.26 (13) |
| 16                                                    | Yuto Kishina       | 175.94 | 58.43 (17) | 117.51 (15) |
| 17                                                    | Yoji Nakano        | 175.29 | 60.25 (14) | 115.04 (17) |
| 18                                                    | Ryo Sagami         | 173.69 | 53.27 (23) | 120.42 (11) |
| 19                                                    | Hidetsugu Kamata   | 159.07 | 54.53 (20) | 104.54 (19) |
| 20                                                    | Kohei Yoshino      | 157.32 | 55.23 (19) | 102.09 (21) |
| 21                                                    | Satoshi Nakamura   | 157.24 | 53.53 (22) | 103.71 (20) |
| 22                                                    | Junsuke Tokikuni   | 151.99 | 56.47 (18) | 95.52 (23)  |
| 23                                                    | Keiichiro Sasahara | 151.29 | 54.37 (21) | 96.92 (22)  |
| 24                                                    | Kosuke Nakano      | 140.77 | 52.82 (24) | 87.95 (24)  |
| Não avançaram para a patinação livre / programa longo |                    |        |            |             |
| 25                                                    | Koshin Yamada      | —      | 51.16 (25) |             |
| 26                                                    | Junya Watanabe     | —      | 50.52 (26) |             |
| 27                                                    | Hiroki Honda       | —      | 49.23 (27) |             |
| 28                                                    | Genki Suzuki       | —      | 44.12 (28) |             |
| 29                                                    | Shion Kamata       | —      | 39.81 (29) |             |
| WD                                                    | Yuzuru Hanyu       | —      | — (WD)     |             |

#### Individual feminino
| Pos.                                                  | Nome             | Pontos | PC         | PL          |
| ----------------------------------------------------- | ---------------- | ------ | ---------- | ----------- |
| Medalha de ouro                                       | Satoko Miyahara  | 214.87 | 76.49 (1)  | 138.38 (1)  |
| Medalha de prata                                      | Wakaba Higuchi   | 199.49 | 68.74 (3)  | 130.75 (4)  |
| Medalha de bronze                                     | Mai Mihara       | 198.17 | 65.91 (5)  | 132.26 (2)  |
| 4                                                     | Marin Honda      | 196.11 | 67.52 (4)  | 128.59 (5)  |
| 5                                                     | Rika Hongo       | 194.28 | 69.20 (2)  | 125.08 (6)  |
| 6                                                     | Yuna Shiraiwa    | 185.37 | 54.30 (17) | 131.07 (3)  |
| 7                                                     | Kaori Sakamoto   | 184.00 | 63.36 (6)  | 120.64 (9)  |
| 8                                                     | Kanako Murakami  | 182.55 | 58.52 (12) | 124.03 (7)  |
| 9                                                     | Saya Suzuki      | 180.41 | 60.36 (9)  | 120.35 (10) |
| 10                                                    | Yura Matsuda     | 180.27 | 61.63 (7)  | 118.64 (11) |
| 11                                                    | Rin Nitaya       | 176.86 | 54.31 (16) | 122.55 (8)  |
| 12                                                    | Mao Asada        | 174.42 | 60.32 (8)  | 114.10 (12) |
| 13                                                    | Miyabi Oba       | 165.45 | 59.19 (10) | 106.26 (13) |
| 14                                                    | Riko Takino      | 163.27 | 59.13 (11) | 104.14 (14) |
| 15                                                    | Ayaka Hosoda     | 159.13 | 56.88 (13) | 102.25 (15) |
| 16                                                    | Hinano Isobe     | 153.34 | 55.10 (14) | 98.24 (17)  |
| 17                                                    | Mariko Kihara    | 151.35 | 50.44 (23) | 100.91 (16) |
| 18                                                    | Honoka Hirotani  | 148.71 | 53.50 (18) | 95.21 (20)  |
| 19                                                    | Haruka Imai      | 147.58 | 51.29 (21) | 96.29 (18)  |
| 20                                                    | Nana Matsushima  | 147.32 | 51.97 (20) | 95.35 (19)  |
| 21                                                    | Miyu Nakashio    | 145.85 | 54.99 (15) | 90.86 (21)  |
| 22                                                    | Rino Kasakake    | 135.11 | 51.22 (22) | 83.89 (22)  |
| 23                                                    | Kirari Kobayashi | 131.75 | 49.14 (24) | 82.61 (23)  |
| 24                                                    | Yuka Nagai       | 131.40 | 53.23 (19) | 78.17 (24)  |
| Não avançaram para a patinação livre / programa longo |                  |        |            |             |
| 25                                                    | Hina Takeno      | —      | 47.39 (25) |             |
| 26                                                    | Saya Ueno        | —      | 47.38 (26) |             |
| 27                                                    | Miaki Morishita  | —      | 47.13 (27) |             |
| 28                                                    | Hinata Oosawa    | —      | 46.41 (28) |             |
| 29                                                    | Chinatsu Mori    | —      | 45.10 (29) |             |
| 30                                                    | Reia Funasako    | —      | 41.12 (30) |             |

#### Duplas
| Pos.              | Nome                                 | Pontos | PC        | PL         |
| ----------------- | ------------------------------------ | ------ | --------- | ---------- |
| Medalha de ouro   | Sumire Suto / Francis Boudreau Audet | 160.25 | 56.96 (1) | 103.29 (1) |
| Medalha de prata  | Miu Suzaki / Ryuichi Kihara          | 146.25 | 50.07 (2) | 96.18 (2)  |
| Medalha de bronze | Marin Ono / Wesley Killing           | 136.06 | 45.54 (3) | 90.12 (3)  |
| 4                 | Narumi Takahashi / Ryo Shibata       | 122.38 | 43.25 (4) | 79.13 (4)  |

#### Dança no gelo
| Pos.              | Nome                              | Pontos | PC        | PL        |
| ----------------- | --------------------------------- | ------ | --------- | --------- |
| Medalha de ouro   | Kana Muramoto / Chris Reed        | 158.36 | 62.04 (1) | 96.32 (1) |
| Medalha de prata  | Emi Hirai / Marien De La Asuncion | 140.97 | 56.47 (2) | 84.50 (2) |
| Medalha de bronze | Misato Komatsubara / Tim Koleto   | 125.12 | 51.47 (3) | 73.85 (3) |
| 4                 | Ibuki Mori / Kentaro Suzuki       | 122.59 | 49.65 (4) | 72.94 (4) |
| 5                 | Nicole Takahashi / Atsuhiko Okuda | 81.60  | 32.38 (5) | 49.22 (5) |

### Júnior

#### Individual masculino
| Pos.                                                      | Nome                | Pontos | PC         | PL          |
| --------------------------------------------------------- | ------------------- | ------ | ---------- | ----------- |
| Medalha de ouro                                           | Kazuki Tomono       | 207.85 | 71,77 (1)  | 136,08 (1)  |
| Medalha de prata                                          | Koshiro Shimada     | 198.20 | 66,19 (2)  | 132,01 (2)  |
| Medalha de bronze                                         | Mitsuki Sumoto      | 191.81 | 63,6 (3)   | 128,21 (3)  |
| 4                                                         | Yuto Kishina        | 181,25 | 58,76 (5)  | 122,49 (4)  |
| 5                                                         | Tatsuya Tsuboi      | 177,62 | 56,07 (6)  | 121,55 (5)  |
| 6                                                         | Sena Miyake         | 174,86 | 53,75 (10) | 121,11 (6)  |
| 7                                                         | Kazuki Hasegawa     | 170,89 | 59,66 (4)  | 111,23 (11) |
| 8                                                         | Taichiro Yamakuma   | 167,15 | 50,05 (18) | 117,1 (7)   |
| 9                                                         | Ryoma Kobayashi     | 166,59 | 52,33 (14) | 114,26 (8)  |
| 10                                                        | Kento Kobayashi     | 164,27 | 50,26 (17) | 114,01 (9)  |
| 11                                                        | Yuma Kagiyama       | 164,14 | 54,35 (8)  | 109,79 (12) |
| 12                                                        | Tsunehito Karakawa  | 163,84 | 52,23 (15) | 111,61 (10) |
| 13                                                        | Ichigo Santo        | 163,19 | 53,64 (11) | 109,55 (13) |
| 14                                                        | Kotaro Takeuchi     | 157,53 | 53,8 (9)   | 103,73 (15) |
| 15                                                        | Shun Sato           | 157,03 | 55,89 (7)  | 101,14 (16) |
| 16                                                        | Shingo Nishiyama    | 154,63 | 48,95 (19) | 105,68 (14) |
| 17                                                        | Lucastsuyoshi Honda | 150,83 | 51,32 (16) | 99,51 (17)  |
| 18                                                        | Reo Ishizuka        | 149,39 | 53,57 (12) | 95,82 (20)  |
| 19                                                        | Yuki Kunikata       | 146,14 | 52,86 (13) | 93,28 (21)  |
| 20                                                        | Haruya Sasaki       | 145,8  | 47,91 (20) | 97,89 (18)  |
| 21                                                        | Takeru Kataise      | 141,66 | 45,73 (22) | 95,93 (19)  |
| 22                                                        | Keisuke Kadowaki    | 137,94 | 46,54 (21) | 91,4 (23)   |
| 23                                                        | Tatuma Furuya       | 135,52 | 43,33 (23) | 92,19 (22)  |
| 24                                                        | Shinichi Yamada     | 125,46 | 42,02 (24) | 83,44 (24)  |
| Não avançaram para a patinação livre]] / [[programa longo |                     |        |            |             |
| 25                                                        | Shoya Ichihashi     | —      | 41,19 (25) |             |
| 26                                                        | Takumi Sugiyama     | —      | 40,96 (26) |             |
| 27                                                        | Kazuki Kushida      | —      | 40,92 (27) |             |
| 28                                                        | Yuki Mori           | —      | 40,86 (28) |             |
| 29                                                        | Sumitada Moriguchi  | —      | 37,57 (29) |             |

#### Individual feminino
| Pos.                                                      | Nome             | Pontos | PC         | PL          |
| --------------------------------------------------------- | ---------------- | ------ | ---------- | ----------- |
| Medalha de ouro                                           | Kaori Sakamoto   | 191.97 | 67,45 (1)  | 124,52 (2)  |
| Medalha de prata                                          | Yuna Shiraiwa    | 185.13 | 59,16 (3)  | 125,97 (1)  |
| Medalha de bronze                                         | Marin Honda      | 176.23 | 64,86 (2)  | 111,37 (6)  |
| 4                                                         | Rino Kasakake    | 173,97 | 57,4 (5)   | 116,57 (3)  |
| 5                                                         | Saya Suzuki      | 166,38 | 53,72 (9)  | 112,66 (4)  |
| 6                                                         | Riko Takino      | 165,41 | 57,28 (6)  | 108,13 (8)  |
| 7                                                         | Akari Matsubara  | 162,96 | 50,68 (12) | 112,28 (5)  |
| 8                                                         | Yuhana Yokoi     | 162,84 | 52,28 (10) | 110,56 (7)  |
| 9                                                         | Yuna Aoki        | 161,35 | 56,8 (8)   | 104,55 (9)  |
| 10                                                        | Kokoro Iwamoto   | 157,56 | 57,02 (7)  | 100,54 (11) |
| 11                                                        | Rika Kihira      | 153,73 | 58,86 (4)  | 94,87 (14)  |
| 12                                                        | Akari Matsuoka   | 148,8  | 45,48 (20) | 103,32 (10) |
| 13                                                        | Rion Sumiyoshi   | 147,64 | 52,13 (11) | 95,51 (13)  |
| 14                                                        | Yukino Fuji      | 142,21 | 47,43 (15) | 94,78 (15)  |
| 15                                                        | Moa Iwano        | 139,98 | 45,46 (21) | 94,52 (16)  |
| 16                                                        | Mako Yamashita   | 139,81 | 42,28 (22) | 97,53 (12)  |
| 17                                                        | Maho Mitsuno     | 138,29 | 46,53 (17) | 91,76 (17)  |
| 18                                                        | Lina Yoshida     | 132,49 | 46,37 (18) | 86,12 (18)  |
| 19                                                        | Hinako Katou     | 131,58 | 46,89 (16) | 84,69 (19)  |
| 20                                                        | Midori Yokoyama  | 124,58 | 47.67 (14) | 76,91 (21)  |
| 21                                                        | Mana Kawabe      | 123,94 | 41,41 (24) | 82,53 (20)  |
| 22                                                        | Chisato Uramatsu | 122,79 | 49,44 (13) | 73,35 (23)  |
| 23                                                        | Sui Takeuchi     | 122,36 | 45,62 (19) | 76.74 (22)  |
| 24                                                        | Riko Ohashi      | 113,65 | 41,81 (23) | 71,84 (24)  |
| Não avançaram para a patinação livre]] / [[programa longo |                  |        |            |             |
| 25                                                        | Hinako Senoo     | —      | 41,33 (25) |             |
| 26                                                        | Yuna Miyoshi     | —      | 39,97 (26) |             |
| 27                                                        | Tomoe Kawabata   | —      | 39,87 (27) |             |
| 28                                                        | Maika Kubo       | —      | 38,95 (28) |             |
| 29                                                        | Niina Takeno     | —      | 37,51 (29) |             |
| 30                                                        | Eri Tamiwa       | —      | 35,95 (30) |             |

#### Duplas
| Pos.            | Nome                         | Pontos | PC        | PL        |
| --------------- | ---------------------------- | ------ | --------- | --------- |
| Medalha de ouro | Riku Miura / Shoya Ichihashi | 111.68 | 39.19 (1) | 72.49 (1) |

#### Dança no gelo
| Pos.              | Nome                            | Pontos | PC        | PL        |
| ----------------- | ------------------------------- | ------ | --------- | --------- |
| Medalha de ouro   | Rikako Fukase / Aru Tateno      | 130.84 | 53,24 (1) | 77,6 (1)  |
| Medalha de prata  | Yuka Orihara / Kanata Mori      | 103,54 | 47,88 (2) | 55,66 (3) |
| Medalha de bronze | Haruno Yajima / Daiki Shimazaki | 90,04  | 37,56 (3) | 52,48 (4) |
| 4                 | Utana Yoshida / Takumi Sugiyama | 86,7   | 29,88 (6) | 56,82 (2) |
| 5                 | Mai Kashino / Yuhi Kashino      | 74,74  | 30,62 (5) | 44,12 (5) |
| 6                 | Yu Iwasaki / Yoshimitu Ikeda    | 68,48  | 33,82 (4) | 34,66 (6) |